# 伴弥嗣
伴 弥嗣（とも の いやつぐ）は、平安時代初期の貴族。参議・大伴伯麻呂の子。官位は従四位下・越後守。

## 経歴
桓武朝の延暦19年（800年）従五位下・大宰少弐に叙任される。
大同3年（808年）中務少輔、弘仁5年（814年）大蔵少輔と平城朝から嵯峨朝前半は京官を歴任する。その後、弘仁7年（816年）従五位上、弘仁13年（822年）正五位下と昇進する。
弘仁14年（823年）4月に淳和天皇の即位に伴って従四位下に叙せられるが、同年7月22日卒去。享年63。最終官位は越後守従四位下。

## 人物
歩射に非常に優れ、若い頃より鷹犬を愛好した。憎しみの心が強く、人を射ることも憚らなかった。晩年は心構えを改め、暴慢との評判は聞こえなくなったという。

## 官歴
『日本後紀』による。
- 延暦19年（800年） 日付不詳：従五位下。大宰少弐
- 大同3年（808年） 8月22日：中務少輔
- 弘仁5年（814年） 9月25日：大蔵少輔
- 弘仁7年（816年） 日付不詳：従五位上
- 時期不詳：越後守
- 弘仁13年（822年） 日付不詳：正五位下
- 弘仁14年（823年） 4月27日：従四位下。4月28日：大伴宿禰から伴宿禰へ改姓。7月22日：卒去（越後守従四位下）

## 系譜
- 父：大伴伯麻呂[1]
- 母：不詳
- 妻：不詳